# Ruta Estatal de California 17
La Ruta Estatal de California 17, y abreviada SR 17 (en inglés: California State Route 17) es una carretera estatal estadounidense ubicada en el estado de California. La carretera inicia en el Sur desde la SR 1     en Santa Cruz hacia el Norte en la I 280  , I 880   en San José. La carretera tiene una longitud de 42,6 km (26.49 mi).

## Mantenimiento
Al igual que las autopistas interestatales, y las rutas federales y el resto de carreteras estatales, la Ruta Estatal de California 17 es administrada y mantenida por el Departamento de Transporte de California por sus siglas en inglés Caltrans.

## Cruces
La Ruta Estatal de California 17 es atravesada principalmente por la  SR 35  SR 85   en Redwood Estates y Los Gatos.
| Condado | Localidad                     | Miliario | Salida | Destinos                                                                 | Notas                                                                                                |
| --- | ----------------------------- | -------- | ------ | ------------------------------------------------------------------------ | --- |
| Santa Cruz SCR 0.00-12.55                                                                                                 | Santa Cruz                    | 0.00     | 0      | SR 1 – Santa Cruz, Half Moon Bay, Watsonville, Monterrey, Felton         | Salida Sur y entrada Norte; Señalizadas como salidas 0A (norte) y 0B (sur)                           |
| Santa Cruz SCR 0.00-12.55                                                                                                 |                               | 0.74     | 1C     | Pasatiempo Drive                                                         | Señalizada como salida 1 norte                                                                       |
| Santa Cruz SCR 0.00-12.55                                                                                                 |                               | 2.18     |        | El Rancho Drive, La Madrona Drive                                        | |
| Santa Cruz SCR 0.00-12.55                                                                                                 | Scotts Valley                 | 3.44     | 3      | Mount Hermon Road                                                        | |
| Santa Cruz SCR 0.00-12.55                                                                                                 | Scotts Valley                 | 5.45     | 5      | Granite Creek Road, Scotts Valley Drive (SR 17 Bus. sur)                 | |
| Santa Cruz SCR 0.00-12.55                                                                                                 |                               |          | 6      | Santa's Village Road                                                     | Entrada y salida norte                                                                               |
| Santa Cruz SCR 0.00-12.55                                                                                                 | Extremo norte de la autopista |          |        |                                                                          | |
| Santa Clara SCL 0.00-13.95                                                                                                |                               | 0.11     |        | Summit Road (SR 35)                                                      | Interchange                                                                                          |
| Santa Clara SCL 0.00-13.95                                                                                                |                               | 1.25     |        | Redwood Estates                                                          | Interchange                                                                                          |
| Santa Clara SCL 0.00-13.95                                                                                                |                               | 4.06     |        | Bear Creek Road                                                          | Interchange                                                                                          |
| Santa Clara SCL 0.00-13.95                                                                                                | Extremo sur de la autopista   |          |        |                                                                          | |
| Santa Clara SCL 0.00-13.95                                                                                                | Los Gatos                     | 6.16     | 19     | Santa Cruz Avenue                                                        | Salida izquierda Norte y entrada Sur                                                                 |
| Santa Clara SCL 0.00-13.95                                                                                                | Los Gatos                     | 7.07     | 20A    | East Los Gatos (CR G10)                                                  | |
| Santa Clara SCL 0.00-13.95                                                                                                | Los Gatos                     | 7.07     | 20B    | SR 9 sur – Los Gatos, Saratoga                                           | |
| Santa Clara SCL 0.00-13.95                                                                                                | Los Gatos                     | 8.89     | 21     | Lark Avenue                                                              | |
| Santa Clara SCL 0.00-13.95                                                                                                | Los Gatos                     | 9.35     | 22     | SR 85 (West Valley Freeway) – Mountain View, Gilroy                      | |
| Santa Clara SCL 0.00-13.95                                                                                                | Campbell                      | 10.50    | 23     | Camden Avenue, San Tomas Expressway (CR G4)                              | |
| Santa Clara SCL 0.00-13.95                                                                                                | Campbell                      | 12.34    | 25     | Hamilton Avenue                                                          | |
| Santa Clara SCL 0.00-13.95                                                                                                | San José                      | 13.95    | 26     | I 280 (Junipero Serra Freeway) / Stevens Creek Boulevard – San Francisco | Salida Norte y entrada Sur; señalizada como salidas 26A (sur) y 26B (norte, Stevens Creek Boulevard) |
| Santa Clara SCL 0.00-13.95                                                                                                | San José                      | 13.95    |        | I 880 norte – Oakland                                                    | Continuación más allá de la I-280                                                                    |
| 1.000 mi = 1.609 km; 1.000 km = 0.621 mi Cerrada/Antigua • Terminal concurrente • Acceso incompleto • Propuesta/Sin abrir |                               |          |        |                                                                          | |